# Narrativa
La narrativa es un género literario fundamental o permanente (en forma oral o escrita, presente en todas las culturas y en todas las épocas) con derivaciones técnicas formales de tipo audiovisual (narración en historietas, cinematografía, radionovela, telenovela, serial televisivo, videojuego, infografía), que, en su forma clásica, recoge una serie de hechos presentados o explicados por un narrador, que suceden a uno o más personajes quienes son los que realizan las acciones. Utiliza la prosa o el verso largo, preferentemente, en sus formas de narración. Dentro de la narrativa se han incluido numerosos subgéneros, entre los que destacan especialmente la epopeya, la novela y el cuento o relato corto.
El paradigma narrativo, según Walter Fisher, hace referencia a toda «comunicación con sentido» que refuerza la experiencia y ve esta comunicación en forma de una historia. Así, la narrativa circula por la cultura, facilitando su validación y permitiendo interpretar, estructurar y organizar la vida cotidiana.

## Características
En la narrativa pura suele dominar la tercera persona (él, ella, ellos, ellas), aunque también la hay menos pura en segunda persona (novela epistolar) o en primera (novela picaresca, falsa autobiografía) o mixta (por ejemplo, La muerte de Artemio Cruz de Carlos Fuentes, novela escrita en primera, segunda y tercera personas). En ella dominan los tiempos verbales pretéritos o pasados (especialmente los perfectos, que son los que hacen avanzar la acción, aunque también los imperfectos, que la evocan o describen), en ella el autor suele esconderse bajo la máscara de un narrador de distintos tipos (partícipe, omnisciente, etc.) y posee una extensión bastante larga, por lo general. Su forma y estructura es proteica, es decir, muy cambiante. Tiende además a englobar otros géneros; por ejemplo, en el Quijote de Miguel de Cervantes y en Genji Monogatari de Murasaki Shikibu (primeras novelas modernas de Occidente y de Oriente), hay diálogos casi teatrales, discursos, poemas, monólogos, y otras narraciones intercaladas. 
La narrativa a menudo se escribe en prosa, debido a que la narrativa se enfoca en los hechos concretos que se describen, aunque también se puede realizar en verso; en este segundo caso, por lo general se prefiere el verso largo: shloka (Mahabarata, Ramayana hindúes), hexámetro (la Iliada y la Odisea del griego Homero, la Eneida del latino Virgilio...), alejandrino (Milagros de Nuestra Señora, del español Gonzalo de Berceo), endecasílabo (La Araucana, de Alonso de Ercilla...). Más excepcionalmente puede usarse el arte menor (Martín Fierro, de José Hernández).

## Subgéneros y modalidades
La narrativa engloba subgéneros como la epopeya, el cantar de gesta, el poema heroico, la novela, el cuento o relato corto, la leyenda, el cuento tradicional, el mito, la fábula, el romance y todo tipo de relatos en general o en concreto. Si se trata de un cuento o de una novela, la historia es imaginaria (ficticia) y, en el caso de una crónica, se trata de una historia real.
Cuando se habla de narrativa es importante destacar que el término abarca otros campos además del literario, como el audiovisual (videojuegos, televisión, cine y recursos multimedia).

## Componentes
Una narración se compone de varios elementos:
- Narrador: presenta y ordena los hechos y los personajes. Puede ser exterior o interior a la historia, o incluso innominado. Puede conocer o no los pensamientos y sentimientos de todos los personajes (narrador omnisciente), o de solamente algunos personajes. El narrador puede describir todo a medida que transcurre la narración, o puede ocultar parte de la información. El narrador puede variar a lo largo de la narración.
- Personajes: personas (no necesariamente humanas) que realizan las acciones que se describen. En la literatura es común que se describan además los sentimientos de los personajes ante los hechos. A menudo la personalidad de los personajes varía a lo largo de la narración.
- Trama o argumento: secuencia de hechos, peripecias o episodios que suceden a los personajes. La descripción no necesariamente es lineal en el tiempo, existiendo figuras como la analepsis y el racconto.
- Ambientación: contexto social, político, moral (costumbres, valores) y espacio temporal (cronotopo) en el que están inmersos los personajes.
- Tema: asunto de que trata la obra o que se deduce de su trama. A veces aparece complicado o mezclado con diversos subtemas o temas menores. Ejemplos de ellos son hechos generales (vida, muerte, búsqueda), sentimientos (felicidad, tristeza, miedo, culpa, vergüenza, placer, dolor, venganza) y valores (justicia, perdón, honor, respeto, sacrificio, lucha, libertad). El tema y los subtemas a menudo se formulan con una sola frase.
- Estilo: características artísticas de la obra: tipo de lenguaje, género literario, convenciones respetadas o quebradas, personalidad del artista, expresividad, originalidad, intención, etc.

## Modelos narrativos
J. García Jiménez propone de distintos modelos de análisis narrativo.

### Modelo comunicacional
Dicho modelo se basa en considerar el fenómeno narrativo como un tipo particular del proceso comunicativo. Dentro de este proceso, el narnicacional que se establece demanda una interpretación que impone una comunicación/significación en la que ambas personas (narrador y narratario) comparten los códigos, ya sea el código lingüístico, narrativo, o el semántico-pragmático, sobre los cuales se establece el relato o historia.
El narrador es quien se encarga de relatar la historia, sobre un mundo ficticio y una sucesión de hechos, sitios y personajes, en un lapso determinado de tiempo. Juega un papel intermediario entre el público y los hechos.
Se puede diferenciar entre los siguientes tipos de narradores: 
- Cuando el narrador habla en primera persona, entonces se conoce como narrador personaje y es partícipe en la historia que narra.
- El narrador testigo/objetivo relata los hechos en tercera persona con carácter de observador.
- El narrador omnisciente es el que habla, en tercera persona, conoce los sentimientos y pensamientos de los personajes además de los hechos.

### Modelo semiológico
El modelo semiológico parte de la premisa metodológica de que «todo cuanto existe es dialéctica significativa y en consecuencia, texto, puro texto». Su análisis se guía por una racionalidad subjetiva que profundiza en determinados rasgos y no pretende un estudio acabado y completo. Este modelo es muy rico y exhaustivo en el estudio del aspecto que focaliza, que debe ser homogéneo, razón por la cual es muy difícil de ser aplicado en los relatos audiovisuales.

### Modelo actancial
Este modelo sigue la lógica de Propp y sostiene que existen formas universales de organizar la narración o «suprarelatos» y así analizar las migraciones de motivos narrativos. Sin embargo, este modelo también se aparta de la lógica proppiana por lo que se refiere que no considera el número de funciones narrativas sino que se aboca al análisis de las estructuras profundas del relato. Es interesante la propuesta de Greimas, el cual propone un modelo de análisis del relato basado en los actuantes: en tal sentido es un modelo semiótico  comunicacional y enfatiza en las funciones que representan los personajes dentro de un relato. Se habla de que el actuante puede ser una persona, un animal, una taza o cualquier figura, que se mezcla con la función que representa dentro de la narrativa destacando al actuante.
Hasta aquí, estos modelos emergen del pensamiento analógico y deductivo. En cambio, existe otro modelo que tiene una lógica diferente:

### Modelo pragmático
Este modelo sigue una lógica inductiva y parte del análisis de los textos narrativos para inferir los indicadores significativos y los criterios que posibiliten la construcción de hechos observables. Este modelo, si bien asume las contribuciones de los modelos anteriores, propone estrategias mejores a las elaboradas por el modelo semiológico para el análisis de los discursos narrativos:
- No se limita a la «gramática de la historia» y considera como factores esenciales el contexto y la dimensión pragmática del discurso.

En el caso de la narrativa abarcada desde el ámbito audiovisual, por ejemplo, se apela al contexto sociopolítico en el cual emergen las tecnologías de la información y a la dimensión pragmática del discurso narrativo que se genera bajo estos entornos.
El modelo pragmático de análisis representa un tipo particular de organización discursiva que sostiene que el acto narrativo puede ser analizado de un modo intuitivo. Cuenta de hecho con la dimensión poética, ya que, si bien la retórica utiliza las estrategias del discurso, permanentemente las trasciende, ya que narrar implica libertad. Por lo tanto, está más cerca del discurso que del plano de la historia. 
Diferentes autores aportan observaciones relacionadas con estos modelos:
- Jean-Paul Sartre dice que el fenómeno narrativo es el encuentro y a la vez la colisión de dos actos libres: la creación y el consumo recreador, encuentro que es tanto para el autor como para el lector una experiencia lúdica.
- Julia Kristeva propone reconstruir la generación de los sistemas de significación más allá de la visión de que todo posee una racionalidad explícita. Apoyándose en la Semiótica, Kristeva destaca al sujeto como generador, como autor, que inconscientemente se expresa a través de los textos. La cultura no se limita a formalizaciones ni es estrictamente una «satisfacción alucinatoria» del deseo: es a la vez singular y plural, goce estético y pulsión expresiva. Kristeva analiza la narratividad, el universo semántico y el espacio pulsional. En cambio,
- Lévi Strauss se aboca a profundizar en el aspecto semántico de la narrativa.

## Tipos de narradores
- Narrador protagonista: Narra en primera persona. Es el mismo protagonista el que narra su propia historia.
- Narrador testigo: Habla en tercera persona, es capaz de narrar según lo que ve. Es ficticio.
- Narrador omnisciente: Está fuera de la historia y conoce los sucesos detalladamente. Utiliza la tercera persona.

## Tipos de personajes
Principales: Aquellos sobre los que se desarrolla la trama principal. Estos son:
- Protagonista: Es el personaje principal que sale en el principio hasta el final de la historia.
- Antagonista: Es el personaje que se opone a las ideas del protagonista.

Secundarios: Aquellos de menor importancia que los anteriores, forman parte de la historia y pueden acompañar al personaje principal. Algunos ejemplos son:
- Dinámico: Tiene poca participación, también este personaje cambia dentro de la historia.
- Estático: Solo son mencionados, no cambia dentro del relato.

## Tiempos narrativos
- Lineal: Se narran los hechos desde el principio hasta el fin. Con inicio, nudo y desenlace.
- Cronológico: Es cuando los hechos son narrados de forma lógica o secuencial.
- Atmosférico: Se refiere a las condiciones climatológicas de un lugar donde ocurren los hechos.
- De anticipación: Es un tiempo muy ligado a la imaginación y la deducción, ya que tiene la difícil labor de contar lo que supuestamente sucederá en el futuro o lo que sucederá mucho después de los hechos.
- Prospección o flash forward: Es un salto en la historia hacia el futuro, se narran los hechos que sucederán.
- Retrospección o flashback: Es un salto en la historia hacia lo sucedido, se narran los hechos pasados.
- En punto: Ruptura de la secuencia temporal.